# Luciferijanstvo
Luciferijanstvo ili luciferizam je izraz za sustava vjerovanja koji štuju pozitivne vrijednosti vezane uz Lucifera, bilo kao starorimskog boga, bilo kao anđela Svjetla u abrahamskim religijama. Ponekad se smatra sinonimom za sotonizam, iako neki suvremeni luciferijanci poriču tu vezu, navodeći da Lucifer i Sotona nisu jedno te isto.
Kroz povijest se luciferijanstvo ponekad vezalo uz heretičke ili pseudoheretičke pokrete u kršćanstvu, kao što su sljedbenici svetog Lucifera u 4. stoljeću i katari u srednjovjekovnoj Njemačkoj.